# Marieå
Marieå (på tysk Marienau) er et mindre vandløb i det vestlige Flensborg i Sydslesvig, som er rørlagt på en del af strækningen. Marieåen udspringer i Frueskoven og løber derfra mod syd mod erhervsområdet ved Vesterallén, hvor den bliver rørlagt under vejene. Ved Fredshøjen slår åen en bue mod øst og fortsætter derefter i åbent løb gennem Marieådalen, inden den udmunder -nu igen rørlagt- i Skærkbækken (Møllestrømmen), som udmunder igen efter få km ved Havnespidsen i Flensborg Fjord. Marieåen danner på en strækning grænsen mellem Flensborg-Friserbjerg og Sporskifte.